# Marat Mubinovich Safin
Marat Mubinovich Safin (Tatar: Marat Mubin ulı Safin; tiếng Nga: Марат Михайлович Сафин; sinh ngày 27 tháng 1 năm 1980 tại Moskva, Nga) là cựu vận động viên quần vợt chuyên nghiệp người Nga và cựu chính trị gia. Anh là tay vợt tennis chuyên nghiệp từ năm 1997. Safin là một trong những tay vợt được yêu thích nhất trong các giải, không chỉ vì cách thi đấu rất hiếu chiến mà còn bởi sự hài hước, những hành động và những câu lộng ngôn của anh trên sân tennis.Đến giờ, trong sự nghiệp của mình anh đã giành được 2 giải Grand Slam, xếp hạng một trong bảng xếp hạng ATP vào ngày 20 tháng 11 năm 2000. Anh là anh trai của cựu tay vợt nữ số 1 thế giới Dinara Safina.Họ là cặp anh em duy nhất trong lịch sử quần vợt cùng song hành là tay vợt số 1 thế giới.
Anh giành danh hiệu Grand Slam đầu tiên trong sự nghiệp của mình tại Mỹ mở rộng năm 2000 khi đánh bại Pete Sampras trong trận chung kết, giành danh hiệu Grand Slam thứ hai tại giải Úc mở rộng năm 2005 khi đánh bại Lleyton Hewitt trong trận chung kết. Safin giúp đội tuyển Davis Cup Nga vô địch 2 lần Davis Cup vào các năm 2002 và 2006. Mặc dù anh không thích sân cỏ nhưng anh trở thành tay vợt người Nga đầu tiên vào bán kết Wimbledon năm 2008, nơi mà anh đã để thua Roger Federer. Vào thời điểm giải nghệ tháng 11 năm 2009,anh được xếp hạng số 61 thế giới. Năm 2011, anh là thành viên của Duma Quốc gia đại diện cho đảng phái Nước Nga thống nhất. Vào năm 2016 anh trở thành tay vợt người Nga đầu tiên được ghi danh vào Đài danh vọng quần vợt thế giới.

## Các trận chung kết quan trọng

### Chung kết Grand Slam

#### Đơn: 4 (2 danh hiệu, 2 á quân)
| Kết quả | Năm  | Giải đấu        | Mặt sân | Đối thủ          | Tỷ số                   |
| ------- | ---- | --------------- | ------- | ---------------- | ----------------------- |
| Vô địch | 2000 | US Open         | Cứng    | Pete Sampras     | 6–4, 6–3, 6–3           |
| Á quân  | 2002 | Australian Open | Cứng    | Thomas Johansson | 6–3, 4–6, 4–6, 6–7(4–7) |
| Á quân  | 2004 | Australian Open | Cứng    | Roger Federer    | 6–7(3–7), 4–6, 2–6      |
| Vô địch | 2005 | Australian Open | Cứng    | Lleyton Hewitt   | 1–6, 6–3, 6–4, 6–4      |

### Chung kết Masters Series

#### Đơn: 8 (5 danh hiệu, 3 á quân)
| Kết quả | Năm  | Giải đấu          | Mặt sân  | Đối thủ            | Tỷ số                              |
| ------- | ---- | ----------------- | -------- | ------------------ | ---------------------------------- |
| Á quân  | 1999 | Paris Masters     | Thảm (i) | Andre Agassi       | 6–7(1–7), 2–6, 6–4, 4–6            |
| Á quân  | 2000 | Hamburg Masters   | Đất nện  | Gustavo Kuerten    | 4–6, 7–5, 4–6, 7–5, 6–7(3–7)       |
| Vô địch | 2000 | Canada Masters    | Cứng     | Harel Levy         | 6–2, 6–3                           |
| Vô địch | 2000 | Paris Masters     | Thảm (i) | Mark Philippoussis | 3–6, 7–6(9–7), 6–4, 3–6, 7–6(10–8) |
| Á quân  | 2002 | Hamburg Masters   | Đất nện  | Roger Federer      | 1–6, 3–6, 4–6                      |
| Vô địch | 2002 | Paris Masters (2) | Thảm (i) | Lleyton Hewitt     | 7–6(7–4), 6–0, 6–4                 |
| Vô địch | 2004 | Madrid Masters    | Cứng (i) | David Nalbandian   | 6–2, 6–4, 6–3                      |
| Vô địch | 2004 | Paris Masters (3) | Thảm (i) | Radek Štěpánek     | 6–3, 7–6(7–5), 6–3                 |

## Chung kết ATP

#### Đơn: 27 (15 danh hiệu, 12 á quân)
| Giải đấu                          |
| --------------------------------- |
| Grand Slam tournaments (2–2)      |
| ATP World Tour Finals (0–0)       |
| ATP World Tour Masters 1000 (5–3) |
| ATP World Tour 500 Series (1–3)   |
| ATP World Tour 250 Series (7–4)   |

| Mặt sân       |
| ------------- |
| Cứng (10–5)   |
| Đất nện (2–4) |
| Cỏ (0–1)      |
| Thảm (3–2)    |

| Kiểu sân         |
| ---------------- |
| Ngoài trời (9–9) |
| Trong nhà (6–3)  |

| Kết quả | Thắng-Thua | Ngày              | Giải đấu                   | Mặt sân  | Đối thủ             | Tỷ số                              |
| ------- | ---------- | ----------------- | -------------------------- | -------- | ------------------- | ---------------------------------- |
| Vô địch | 1–0        | Tháng 8 năm 1999  | Boston, Mỹ                 | Cứng     | Greg Rusedski       | 6–4, 7–6(13–11)                    |
| Á quân  | 1–1        | Tháng 11 năm 1999 | Paris, Pháp                | Thảm (i) | Andre Agassi        | 6–7(1–7), 2–6, 6–4, 4–6            |
| Vô địch | 2–1        | Tháng 4 năm 2000  | Barcelona, Tây Ban Nha     | Đất nện  | Juan Carlos Ferrero | 6–3, 6–3, 6–4                      |
| Vô địch | 3–1        | Tháng 5 năm 2000  | Majorca, Tây Ban Nha       | Đất nện  | Mikael Tillström    | 6–4, 6–3                           |
| Á quân  | 3–2        | Tháng 5 năm 2000  | Hamburg, Đức               | Đất nện  | Gustavo Kuerten     | 4–6, 7–5, 4–6, 7–5, 6–7(3–7)       |
| Vô địch | 4–2        | Tháng 7 năm 2000  | Toronto, Canada            | Cứng     | Harel Levy          | 6–2, 6–3                           |
| Á quân  | 4–3        | Tháng 8 năm 2000  | Indianapolis, Mỹ           | Cứng     | Gustavo Kuerten     | 6–3, 6–7(2–7), 6–7(2–7)            |
| Vô địch | 5–3        | Tháng 8 năm 2000  | US Open, New York City, Mỹ | Cứng     | Pete Sampras        | 6–4, 6–3, 6–3                      |
| Vô địch | 6–3        | Tháng 9 năm 2000  | Tashkent, Uzbekistan       | Cứng     | Davide Sanguinetti  | 6–3, 6–4                           |
| Vô địch | 7–3        | Tháng 11 năm 2000 | St. Petersburg, Nga        | Cứng (i) | Dominik Hrbatý      | 2–6, 6–4, 6–4                      |
| Vô địch | 8–3        | Tháng 11 năm 2000 | Paris, Pháp                | Thảm (i) | Mark Philippoussis  | 3–6, 7–6(9–7), 6–4, 3–6, 7–6(10–8) |
| Á quân  | 8–4        | Tháng 2 năm 2001  | Dubai, UAE                 | Cứng     | Juan Carlos Ferrero | 2–6, 3–6                           |
| Vô địch | 9–4        | Tháng 9 năm 2001  | Tashkent, Uzbekistan (2)   | Hard     | Yevgeny Kafelnikov  | 6–2, 6–2                           |
| Vô địch | 10–4       | Tháng 10 năm 2001 | St. Petersburg, Nga (2)    | Cứng (i) | Rainer Schüttler    | 3–6, 6–3, 6–3                      |
| Á quân  | 10–5       | Tháng 1 năm 2002  | Australian Open, Úc        | Cứng     | Thomas Johansson    | 6–3, 4–6, 4–6, 6–7(4–7)            |
| Á quân  | 10–6       | Tháng 5 năm 2002  | Hamburg, Đức               | Đất nện  | Roger Federer       | 1–6, 3–6, 4–6                      |
| Vô địch | 11–6       | Tháng 10 năm 2002 | Paris, Pháp (2)            | Thảm (i) | Lleyton Hewitt      | 7–6(7–4), 6–0, 6–4                 |
| Á quân  | 11–7       | Tháng 4 năm 2003  | Barcelona, Tây Ban Nha     | Đất nện  | Carlos Moyá         | 7–5, 2–6, 2–6, 0–3, chấn thương    |
| Á quân  | 11–8       | Tháng 2 năm 2004  | Australian Open, Úc        | Cứng     | Roger Federer       | 6–7(3–7), 4–6, 2–6                 |
| Á quân  | 11–9       | Tháng 4 năm 2004  | Estoril, Bồ Đào Nha        | Đất nện  | Juan Ignacio Chela  | 7–6(7–2), 3–6, 3–6                 |
| Vô địch | 12–9       | Tháng 9 năm 2004  | Beijing, Trung Quốc        | Cứng     | Mikhail Youzhny     | 7–6(7–4), 7–5                      |
| Vô địch | 13–9       | Tháng 10 năm 2004 | Madrid, Tây Ban Nha        | Cứng (i) | David Nalbandian    | 6–2, 6–4, 6–3                      |
| Vô địch | 14–9       | Tháng 11 năm 2004 | Paris, Pháp (3)            | Thảm (i) | Radek Štěpánek      | 6–3, 7–6(7–5), 6–3                 |
| Vô địch | 15–9       | Tháng 1 năm 2005  | Australian Open, Úc        | Cứng     | Lleyton Hewitt      | 1–6, 6–3, 6–4, 6–4                 |
| Á quân  | 15–10      | Tháng 6 năm 2005  | Halle, Đức                 | Cỏ       | Roger Federer       | 4–6, 7–6(8–6), 4–6                 |
| Á quân  | 15–11      | Tháng 10 năm 2006 | Moscow, Nga                | Thảm (i) | Nikolay Davydenko   | 4–6, 7–5, 4–6                      |
| Á quân  | 15–12      | Tháng 10 năm 2008 | Moscow, Nga                | Cứng (i) | Igor Kunitsyn       | 6–7(6–8), 7–6(7–4), 3–6            |

#### Đôi: 6 (2 danh hiệu, 4 á quân)
| Legend                            |
| --------------------------------- |
| Grand Slam tournaments (0–0)      |
| ATP World Tour Finals (0–0)       |
| ATP World Tour Masters 1000 (0–0) |
| ATP World Tour 500 Series (0–0)   |
| ATP World Tour 250 Series (2–4)   |

| Mặt sân       |
| ------------- |
| Cứng (0–2)    |
| Đất nện (1–0) |
| Cỏ (0–1)      |
| Thảm (1–1)    |

| Kiểu sân         |
| ---------------- |
| Ngoài trời (1–1) |
| Trong nhà (1–3)  |

| Kết quả | Thắng-Thua | Ngày              | Giải đấu            | Mặt sân  | Đồng đội          | Đối thủ                            | Tỷ số              |
| ------- | ---------- | ----------------- | ------------------- | -------- | ----------------- | ---------------------------------- | ------------------ |
| Á quân  | 0–1        | Tháng 10 năm 1999 | Moscow, Nga         | Thảm (i) | Andrei Medvedev   | Justin Gimelstob Daniel Vacek      | 2–6, 1–6           |
| Vô địch | 1–1        | Tháng 7 năm 2001  | Gstaad, Thụy Sĩ     | Đất nện  | Roger Federer     | Michael Hill Jeff Tarango          | 0–1, chấn thương   |
| Á quân  | 1–2        | Tháng 10 năm 2001 | St. Petersburg, Nga | Cứng (i) | Irakli Labadze    | Denis Golovanov Yevgeny Kafelnikov | 5–7, 4–6           |
| Á quân  | 1–3        | Tháng 10 năm 2002 | St. Petersburg, Nga | Cứng (i) | Irakli Labadze    | David Adams Jared Palmer           | 6–7(6–8), 3–6      |
| Á quân  | 1–4        | Tháng 6 năm 2005  | Halle, Đức          | Cỏ       | Joachim Johansson | Yves Allegro Roger Federer         | 5–7, 7–6(8–6), 3–6 |
| Vô địch | 2–4        | Tháng 10 năm 2007 | Moscow, Nga         | Thảm (i) | Dmitry Tursunov   | Tomáš Cibulec Lovro Zovko          | 6–4, 6–2           |

## Bảng thời gian thi đấu đơn
Để tránh nhầm lẫn và tính dư, thông tin trong bảng này chỉ được cập nhật sau một giải hay sự tham gia của tay vợt vào giải đã được xác định. Các trận đấu thuộc giải Davis Cup đã được tính trong con số thống kê. Bảng này hiện được lập cùng Giải quần vợt Mỹ Mở rộng, vẫn đang diễn ra.
| Giải                                | 1997  | 1998  | 1999  | 2000  | 2001  | 2002  | 2003  | 2004  | 2005  | 2006  | 2007  | Sự nghiệp SR | Thắng-Thua trong sự nghiệp |
| ----------------------------------- | ----- | ----- | ----- | ----- | ----- | ----- | ----- | ----- | ----- | ----- | ----- | ------------ | -------------------------- |
| Australia Mở rộng                   | A     | A     | 3R    | 1R    | 4R    | F     | 3R    | F     | W     | A     | 3R    | 1 / 8        | 28-6                       |
| Pháp Mở rộng                        | A     | 4R    | 4R    | QF    | 3R    | SF    | A     | 4R    | 4R    | 1R    | 2R    | 0 / 9        | 24-9                       |
| Wimbledon                           | A     | 1R    | A     | 2R    | QF    | 2R    | A     | 1R    | 3R    | 2R    | 3R    | 0 / 7        | 9-7                        |
| Giải Mỹ Mở rộng                     | A     | 4R    | 2R    | W     | SF    | 2R    | A     | 1R    | A     | 4R    | 2R    | 1 / 8        | 21-7                       |
| Grand Slam SR                       | 0 / 0 | 0 / 3 | 0 / 3 | 1 / 4 | 0 / 4 | 0 / 4 | 0 / 1 | 0 / 4 | 1 / 3 | 0 / 3 | 0 / 2 | 2 / 31       | N/A                        |
| Thắng-Thua tại các giải Grand Slam1 | 0-0   | 6-3   | 6-3   | 12-3  | 14-4  | 13-4  | 2-0   | 9-4   | 12-2  | 4-3   | 3-2   | N/A          | 81-28                      |
| Tennis Masters Cup                  | A     | A     | A     | SF    | A     | RR    | A     | SF    | A     | A     | A     | 0 / 3        | 4-7                        |
| ATP Masters Series1                 |       |       |       |       |       |       |       |       |       |       |       |              |                            |
| Indian Wells Masters                | A     | A     | 3R    | 2R    | 1R    | 3R    | 3R    | 3R    | 3R    | 4R    | 2R    | 0 / 9        | 12-9                       |
| Miami Masters                       | A     | A     | 4R    | 2R    | 2R    | QF    | 2R    | 2R    | 3R    | 1R    | 2R    | 0 / 9        | 6-9                        |
| Monte Carlo Masters                 | A     | A     | 1R    | 1R    | 1R    | QF    | A     | SF    | 3R    | 1R    | 2R    | 0 / 8        | 10-8                       |
| Rome Masters                        | A     | A     | 2R    | 2R    | 2R    | 2R    | A     | 3R    | 2R    | 2R    | 2R    | 0 / 8        | 9-8                        |
| Hamburg Masters                     | A     | A     | 2R    | F     | 2R    | F     | A     | 3R    | 2R    | 1R    | 2R    | 0 / 8        | 17-8                       |
| Canada Masters                      | A     | A     | A     | W     | 1R    | QF    | A     | 1R    | A     | 1R    | 2R    | 1 / 6        | 10-5                       |
| Cincinnati Masters                  | A     | A     | 1R    | 3R    | 1R    | 1R    | A     | QF    | QF    | 1R    | 1R    | 0 / 8        | 8-8                        |
| Madrid Masters (Stuttgart)          | A     | A     | 2R    | 3R    | 2R    | 2R    | 1R    | W     | A     | QF    | 1R    | 1 / 8        | 10-7                       |
| Paris Masters                       | A     | A     | F     | W     | 3R    | W     | A     | W     | A     | QF    |       | 3 / 6        | 23-3                       |
| Tổng Danh hiệu                      | 0     | 0     | 1     | 7     | 2     | 1     | 0     | 3     | 1     | 0     | 0     | N/A          | 15                         |
| Tổng thể Thắng-Thua                 | 0-1   | 17-18 | 39-32 | 73-27 | 45-27 | 56-26 | 12-11 | 52-23 | 27-11 | 35-25 | 13-11 | N/A          | 369-212                    |
| Xếp hạng cuối năm                   | 203   | 49    | 23    | 2     | 11    | 3     | 77    | 4     | 12    | 26    |       | N/A          | N/A                        |

A = không tham gia vào giải.
SR = tỷ lệ của số giải đơn thắng với số giải đã tham gia.